# Megastigmus viridescens
Megastigmus viridescens är en stekelart som beskrevs av Kamijo 1962. Megastigmus viridescens ingår i släktet Megastigmus och familjen gallglanssteklar. Inga underarter finns listade i Catalogue of Life.